# Дейвид Кросби
Дейвид Ван Кортланд Кросби (на английски: David Van Cortlandt Crosby) е американски рок музикант – автор на песни, китарист и певец.
Дейвид Кросби е роден на 14 август 1941 година в Лос Анджелис в семейството на известния кинооператор Флойд Кросби. Става известен като член на групата „Бърдс“, която е сред пионерите на фолк рока и психеделичната музика в средата на 60-те години на XX век, а след това участва в супергрупата „Кросби, Стилс & Неш“, която участва в популяризирането на калифорнийския саунд през 70-те години. Освен със своята музика, Кросби е известен и със своя открит характер, политически позиции и лични проблеми, като понякога е сочен за една от емблемите на контракултурата на 60-те години.
Певецът е удостоен 2 пъти с място в Залата на славата на рокендрола: за работата му в „Бърдс“ и в „КСН“.
Умира от коронавирусна болест на 18 януари 2023 година в Санта Инес.